# Xavier de Bayser
Pour les articles homonymes, voir De Bayser.
Xavier de Bayser, né à Paris le 12 juillet 1946, est un banquier et économiste français, spécialiste de l'investissement socialement responsable.

## Biographie
Diplômé de l'ESCP, il rentre au Crédit Chimique (Pechiney) en 1972, où il est directeur financier de Corifrance de 1979 à 1984, avant de prendre la direction générale de Treilhard Gestion et la présidence de France Instruments Financiers. Il est directeur financier au Crédit Chimique de 1984 à 1988.
En 1988, il fonde Finindice, première société de gestion quantitative en France, leader dans le domaine. Finindice devient ABF Capital Management en 1995. Il en assure la direction générale et la vice-présidence jusqu'en 2000, année où il prend la présidence du directoire.
Il est associé-gérant d'Arjil de 1996 à 2000 et associé d'Anthera Partners.
En 2003, il cofonde l'IDEAM (Integral Development Asset Management), filiale du Crédit agricole Asset Management Group, dont il assure la présidence. IDEAM est une société de gestion dédiée à l’investissement socialement responsable.
Il est président du Cercle Saint-Jean-Baptiste de 1975 à 1986.
Président-fondateur du Comité Médicis, qui se réunit chaque année à la Villa Médicis, Xavier de Bayser est également administrateur de Pro Natura, membre du conseil de surveillance de Sun'R et de PhiTrust.

## Distinction
- Chevalier de la Légion d'honneur (24 avril 2011)[5]

## Ouvrages
- L'économie cordiale, éditions de l'Archipel, 2014
- L'effet papillon, éditions de l'Archipel, 2011 (préface de Nathalie Kosciusko-Morizet, postface de Pierre Moussa)
- Le petit livre du développement durable, éditions de l'Archipel, 2009 (préface de Nathalie Kosciusko-Morizet)